# Plevna (Montana)
Plevna es un pueblo ubicado en el condado de Fallon en el estado estadounidense de Montana. En el Censo de 2010 tenía una población de 162 habitantes y una densidad poblacional de 105,84 personas por km².

## Geografía
Plevna se encuentra ubicado en las coordenadas 46°25′6″N 104°31′7″O / 46.41833, -104.51861. Según la Oficina del Censo de los Estados Unidos, Plevna tiene una superficie total de 1.53 km², de la cual 1.53 km² corresponden a tierra firme y (0.34%) 0.01 km² es agua.

## Demografía
Según el censo de 2010, había 162 personas residiendo en Plevna. La densidad de población era de 105,84 hab./km². De los 162 habitantes, Plevna estaba compuesto por el 95.68% blancos, el 0.62% eran afroamericanos, el 0% eran amerindios, el 1.85% eran asiáticos, el 0% eran isleños del Pacífico, el 0.62% eran de otras razas y el 1.23% pertenecían a dos o más razas. Del total de la población el 1.85% eran hispanos o latinos de cualquier raza.